# Георг Кубіш
Георг Кубіш (нім. Georg Kubisch; 19 листопада 1907, Берлін, Німецька імперія — 8 червня 1940, Гербіньї, Франція) — німецький офіцер, гауптштурмфюрер СС.

## Біографія
Син трактирника Пауля Кубіша (1875—1915), який загинув у боях Першої світової війни, і його дружини Анни. Після завершення школи пройшов навчання слюсаря в ремонтній майстерні.
В 1927 році вступив у НСДАП (партійний квиток №64 961). Один із перших членів берлінського осередку партії. Згодом вступив у СА, в 1930 році перейшов у СС (посвідчення №2 619). В тому ж році став особистим водієм, охоронцем і ад'ютантом Йозефа Геббельса. Восени 1932 року жорстоко побив журналіста Вільгельма Бруна за те, що той опублікував критичну статтю про Геббельса і його дружину. 31 січня 1933 році взяв участь у першому масштабному пропагандистському заході нацистів після приходу до влади: під час виступу Геббельса Кубіш зіграв роль представника народу, а також замінив представника Сталевого шолому, який не з'явився на виступ. В лютому 1933 року Геббельс звільнив Кубіша, оскільки той «обдурив» його, використовуючи службовий автомобіль для поїздок із «сумнівними дівчатами».
В травні 1933 року поступив на службу в Імперське міністерство авіації, в серпні перейшов у гестапо. Навесні 1934 року очолив автомобільний відділ гестапо і, одночасно, групу безпеки концтабору Колумбія. В травні 1934 року брав участь у підготовці кандидатів в офіцери поліції в поліцейській школі Айхе. Влітку 1934 року переведений з Берліна в Мюнхен, де займався політичною підготовкою.
Під час Другої світової війни служив у військах СС. Загинув у битві за Дюнкерк.

## Сім'я
В 1936 році одружився з Марією Райтер, колишньою коханкою Адольфа Гітлера, з якою познайомився в 1934 році. Гітлер привітав Кубіша з його одруженням на зборах СС в Мюнхені. Коли Кубіш загинув, Гітлер направив Марії 100 червоних троянд.

## Звання
- Унтерштурмфюрер СС (30 січня 1933)
- Оберштурмфюрер СС (9 листопада 1933)
- Гауптштурмфюрер СС (9 травня 1934)

## Нагороди
- Знак підпільного фронту
- Почесний кут старих бійців
- Золотий партійний знак НСДАП
- Німецька імперська відзнака за фізичну підготовку
- Почесна шпага рейхсфюрера СС